# برمن ۶۳۲۰
سیارک ۶۳۲۰ (به انگلیسی: 6320 Bremen، نامگذاری:1991AL3) شش هزار و سیصد و بیستمین سیارک کشف شده‌است که در ۱۵ ژانویه ۱۹۹۱ کشف شد.
قدر مطلق سیارک برابر ۱۳٫۲۰ است.